# Vila São Francisco (Coronel Fabriciano)
Vila São Francisco, também conhecido como Morro do Tomate, é um bairro do município brasileiro de Coronel Fabriciano, no interior do estado de Minas Gerais. Localiza-se no distrito-sede, estando situado no Setor 2. Segundo o censo demográfico de 2022, realizado pelo Instituto Brasileiro de Geografia e Estatística (IBGE), sua população era de 778 habitantes e havia 291 domicílios particulares permanentes ocupados.
De acordo com o IBGE, em 2010 a população era de 1 022 habitantes e havia 372 domicílios particulares.
Trata-se de uma das ocupações mais antigas da cidade. Segundo o IBGE, possui uma área considerada como favela e comunidade urbana, que tinha 541 habitantes em 2022.
Apesar da ocupação relativamente antiga, a pavimentação de suas vias ainda estava por concluir em 2019. Em 2021, moradias do Morro do Tomate foram beneficiadas por projetos de melhoria habitacional desenvolvidos pelo Projeto Calço, resultado de uma parceria entre a Associação Solidariedade Brasil-Togo (ASBT) e o Centro Universitário Católica do Leste de Minas Gerais (Unileste). Na primeira etapa da iniciativa, 35 famílias foram beneficiadas. Em maio de 2023, foram apresentados projetos de urbanização de espaços públicos concebidos por uma equipe técnica da ASBT sob patrocínio do Conselho de Arquitetura e Urbanismo de Minas Gerais (CAU-MG).